# Tro-Bro Léon 2002
Il Tro-Bro Léon 2002, diciannovesima edizione della corsa, si svolse il 2 giugno e fu vinto dall'australiano Baden Cooke della FDJ davanti ai francesi Walter Bénéteau e Sébastien Hinault.

## Ordine d'arrivo (Top 10)
| Pos. | Corridore           | Squadra             | Tempo |
| ---- | ------------------- | ------------------- | ----- |
| 1    | Baden Cooke         | FDJ                 |       |
| 2    | Walter Bénéteau     | Bonjour             |       |
| 3    | Sébastien Hinault   | Crédit Agricole     |       |
| 4    | Franck Renier       | Bonjour             |       |
| 5    | Staf Scheirlinckx   | Palmans-Collstrop   |       |
| 6    | Christophe Edaleine | Jean Delatour       |       |
| 7    | Franck Pencole      | FDJ                 |       |
| 8    | Anthony Morin       | Crédit Agricole     |       |
| 9    | Anthony Geslin      | Bonjour             |       |
| 10   | Stéphane Barthe     | Saint-Quentin Oktos |       |